# Ajattara
Ajattara är ett black/dark metal-band från Finland. Bandet grundades år 1996 i Helsingfors som ett sidoprojekt till sångaren i Amorphis, Pekka Koskinen. Bandet upplöstes 2012, men återförenades 2016.

## Medlemmar
Nuvarande medlemmar
- Ruoja (Pasi Koskinen) – sång, gitarr, keyboard (1996–2012, 2016– )
- Tohtori Kuolio (Juha Harju) – basgitarr, bakgrundssång (2007–2012, 2016– )
- Kalmos (Vesa Wahlroos) – gitarr, bakgrundssång (2007–2012, 2016– )
- Raajat (Janne Immonen) – keyboard, bakgrundssång (2007–2012, 2016– )
- Tartunta (Mynni Luukkainen) – gitarr (2009–2012, 2016– )
- Malakias 6,8	(Rainer Tuomikanto) – trummor (2011–2012, 2016– )

Tidigare medlemmar
- Orpo (Pekka Kasari) – trummor
- Samuel Lempo (Tomi Koivusaari) – gitarr
- Ismonster (Ismo Liljelund) – gitarr
- Akir Kalmo (Aki Räty) – keyboard
- Ikkala (Jarmo Ikala) – keyboard
- Atoni (Toni Laroma) – basgitarr (1996–2007)
- Malakias I (Pekka Sauvolainen) – trummor (1996–2003)
- Malakias II (Jan Rechberger) – trummor (2003–2004)
- Malakias III (Atte Sarkima) – trummor (2004–2007)
- Irstas (Kalle Sundström) – keyboard (2004–2007)
- Malakias IV (Tommi Lillman) – trummor (2007–2011; död 2012)

## Diskografi
Studioalbum
- 2001 – Itse
- 2003 – Kuolema
- 2004 – Tyhjyys
- 2006 – Äpäre
- 2007 – Kalmanto
- 2009 – Noitumaa
- 2011 – Murhat
- 2017 – Lupaus

Demo
- 1998 – Helvetissä On Syntisen Taivas

Singlar
- 2004 – "Ilon juhla"
- 2005 – "Joulu-Single 2005"
- 2006 – "Sika"
- 2008 – "Tulpaani"

Samlingsalbum
- 2009 – Joululevy